# Cranendonck
Cranendock – gmina w prowincji Brabancja Północna w Holandii. W 2014 roku populacja wyniosła 20 388 mieszkańców. Stolicą jest Budel.
Nazwa gminy pochodzi od zamku Cranendock, który dziś jest już ruiną. Zbudowany został w XIII wieku.
Przez gminę przechodzi A2.

## Miejscowości
- Budel (9100 mieszk.)
- Budel Dorplein (1500)
- Budel-Schoot (2180)
- Gastel (700)
- Maarheeze (5260)
- Soerendonk (1766)